# Julius Schlegel
Julius Schlegel (Vienna, 14 agosto 1895 – Vienna, 8 agosto 1958) è stato un militare e politico austriaco.
Storico d'arte e ufficiale della Wehrmacht, durante la seconda guerra mondiale organizzò il trasporto dell'archivio e delle opere d'arte dell'abbazia di Montecassino verso il Vaticano, con il consenso e l'approvazione del generale Conrath e il felmaresciallo Kesselring, salvando così un patrimonio artistico-culturale di valore inestimabile dai bombardamenti della battaglia di Cassino che rasero al suolo il monastero.

## Biografia
Julius Schlegel prestò servizio nelle forze aeree durante la prima guerra mondiale e fu ferito nelle battaglie dell'Isonzo nel 1917.
Arruolato nel 1939 come ufficiale dell'Aeronautica Militare Tedesca, partecipò alla campagna di Francia, mentre dal 1941 al 1943 venne assegnato negli impianti di riparazione della Luftwaffe durante la guerra tedesco-sovietica, nella Campagna del Nordafrica e nella campagna di Sicilia.
Nel maggio 1943 fu trasferito alla Fallschirm-Panzer-Division 1 "Hermann Göring". Come comandante del reparto riparazioni, durante lo sviluppo della situazione bellica sulla linea Gustav, egli riconobbe la crescente minaccia per l'abbazia di Montecassino. Il 14 ottobre 1943 presentò le sue paure all'arciabate Gregorio Diamare, e, ben sapendo di correre il rischio di finire sotto la corte marziale, offrì il suo aiuto per un'operazione di trasferimento precauzionale dell'archivio storico e delle opere d'arte conservate all'interno del monastero, al fine di salvarle da possibili bombardamenti alleati. Inizialmente sospettoso, l'abate Diamare acconsentì al trasferimento in Vaticano, che iniziò tre giorni dopo. Il 23 ottobre le stazioni radio alleate di tutto il mondo iniziarono a riferire che la divisione Hermann Göring stava saccheggiando il monastero di Montecassino, pertanto Schlegel fu costretto a riferire dell'operazione al suo comandante di divisione Paul Conrath e chiederne la sua approvazione, che fu rilasciata dalle autorità superiori.
I tesori artistici del monastero, in parte imballati in casse speciali, furono così trasportati da 120 camion per 140 km, fino a Castel Sant'Angelo a Roma. Tra le opere salvate vi furono 70.000 volumi della biblioteca, 1.200 manoscritti preziosissimi (incluse le opere di Cicerone, Orazio, Virgilio, Ovidio e Seneca), 80.000 documenti, oggetti di culto in metallo prezioso e le reliquie di san Benedetto da Norcia. Furono inoltre trasportati preziosi dipinti, già provenienti dal Museo di Capodimonte e che erano stati portati a Montecassino per motivi di sicurezza, tra cui opere di Leonardo da Vinci, Tintoretto, Domenico Ghirlandaio, Pieter Bruegel il Vecchio, Tiziano e Raffaello. L'azione fu completata nel novembre 1943.
Con una cerimonia solenne, gli ultimi pezzi d'arte (temporaneamente portati a Spoleto) furono consegnati a Roma nel mese di dicembre.

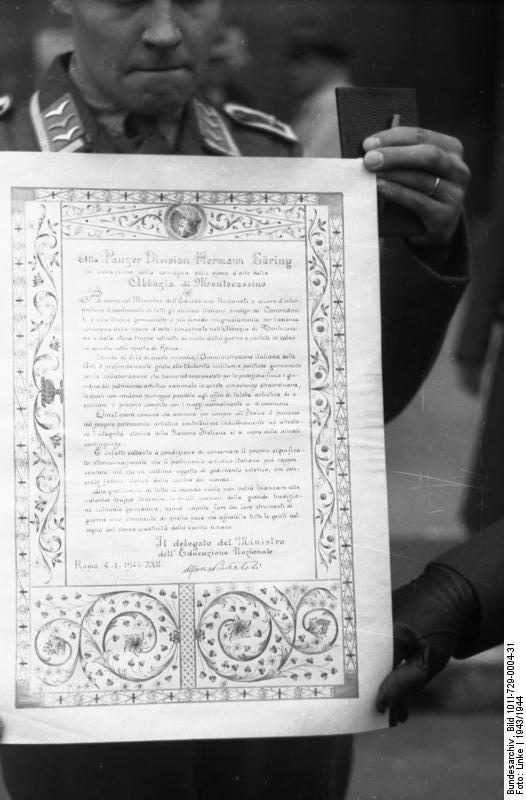
L'attestato in latino

Schlegel ricevette un attestato in latino in cui veniva ringraziato per l'operazione.
(Monticasini Kal. Nov, MCMXLIII - Gregorius Diamare, O.S.B (Episcopus et Abbas Montecassini))
Quale comandante della 1ª Divisione Paracadutisti attestò successivamente:
Il 15 febbraio 1944, sulla base dell'affermazione che il monastero era una base di osservazione e difesa tedesca, fu ridotto in macerie da 254 aerei alleati con 570 tonnellate di bombe e ceneri il 15 febbraio 1944. Nel luglio 1944 Schlegel perse una gamba durante un bombardamento di caccia in Italia.
Tornato nella sua casa a Vienna come mutilato di guerra, venne posto sotto processo e arrestato dagli Alleati con l'accusa di saccheggio, ma alla fine fu assolto grazie alla testimonianza dei monaci di Montecassino che avevano accompagnato i trasporti a Roma.
Negli anni 1950 Schlegel venne eletto nel consiglio comunale di Vienna per il Partito Popolare Austriaco.
Il 14 agosto 1958 fu sepolto nel cimitero di Döblinger e onorato, tra gli altri, dall'abate dell'Abbazia di Nostra Signora degli Scozzesi: 
(Hermann Peichl)
La ricostruzione del monastero di Montecassino, conclusasi nel 1955, fu possibile soprattutto perché Schlegel aveva salvato tutti i progetti di costruzione.

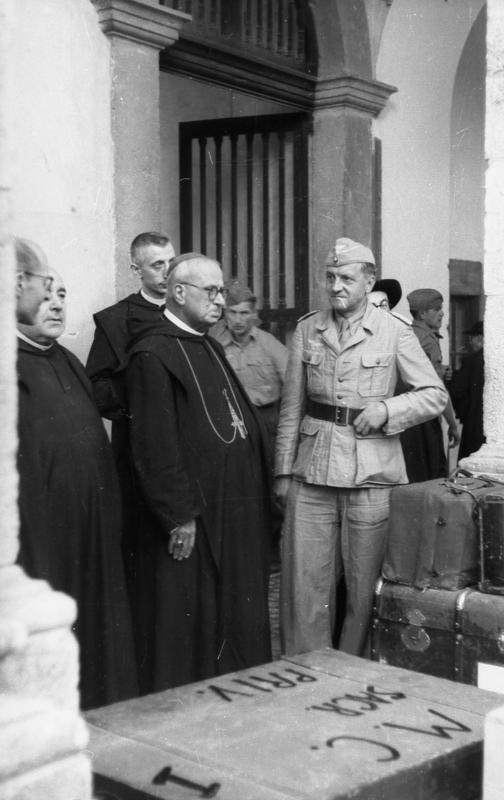
L'arciabate Gregorio Diamare supervisiona l'imballaggio di opere d'arte dell'abbazia
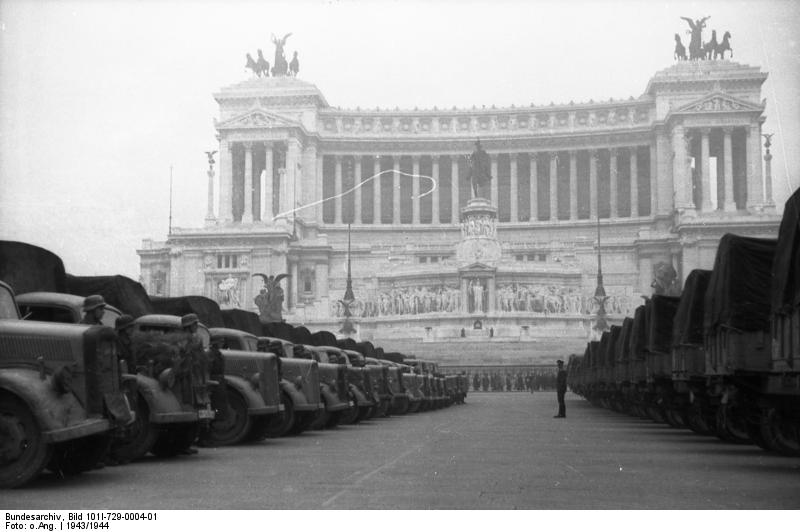
I camion usati per il trasporto a Roma
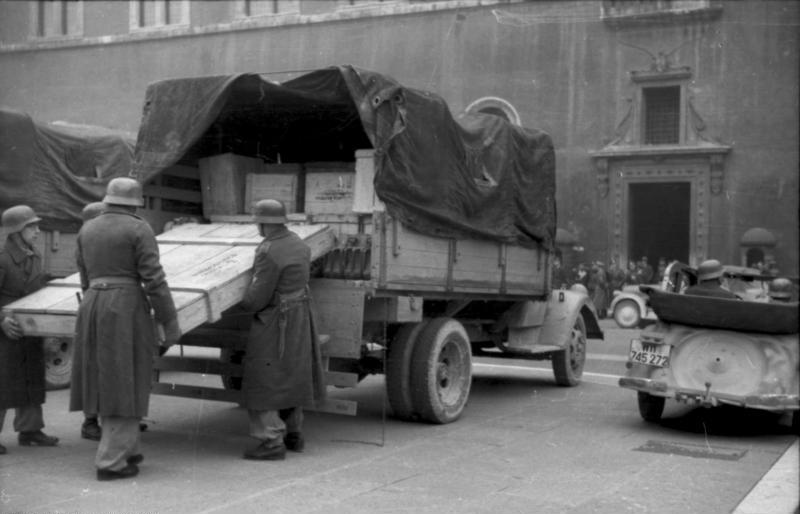
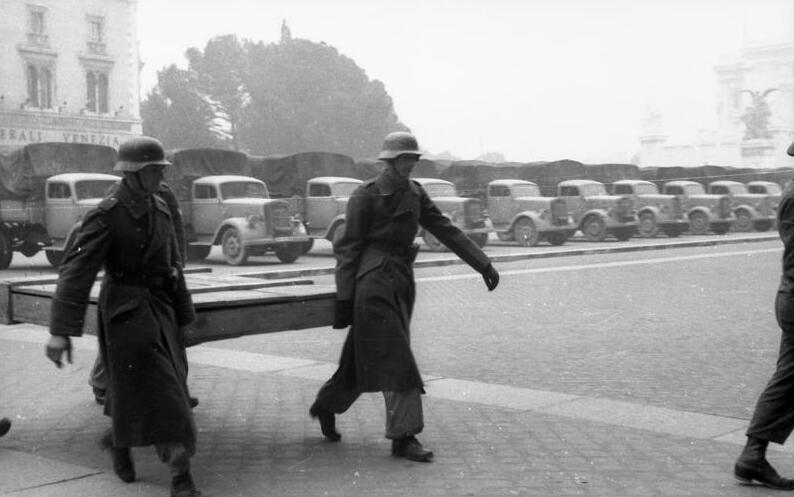
Scarico del materiale
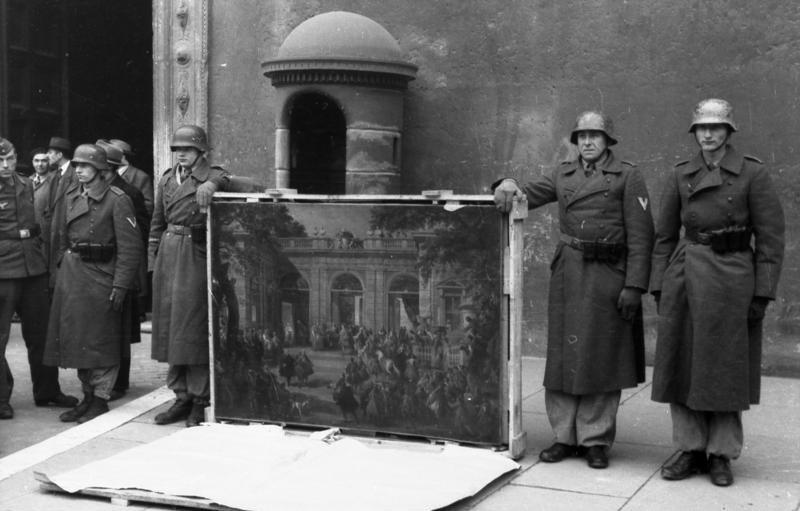
Uno dei quadri
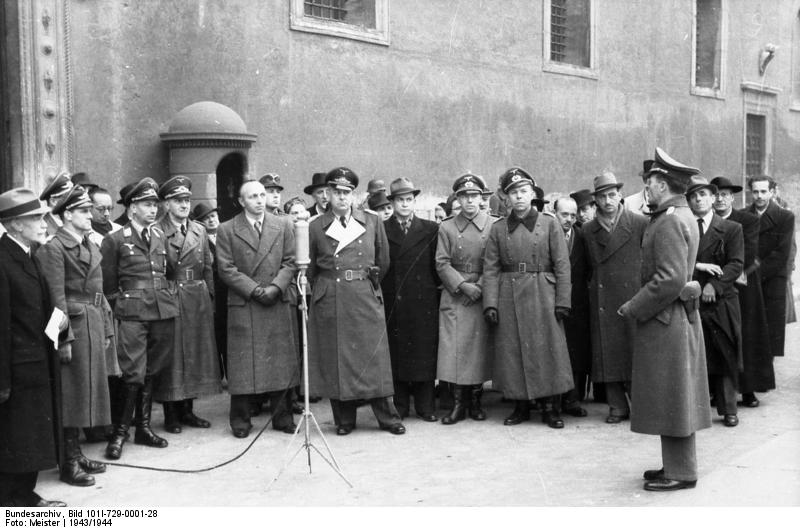
Cerimonia di consegna delle opere d'arte a Roma

## Ricordo

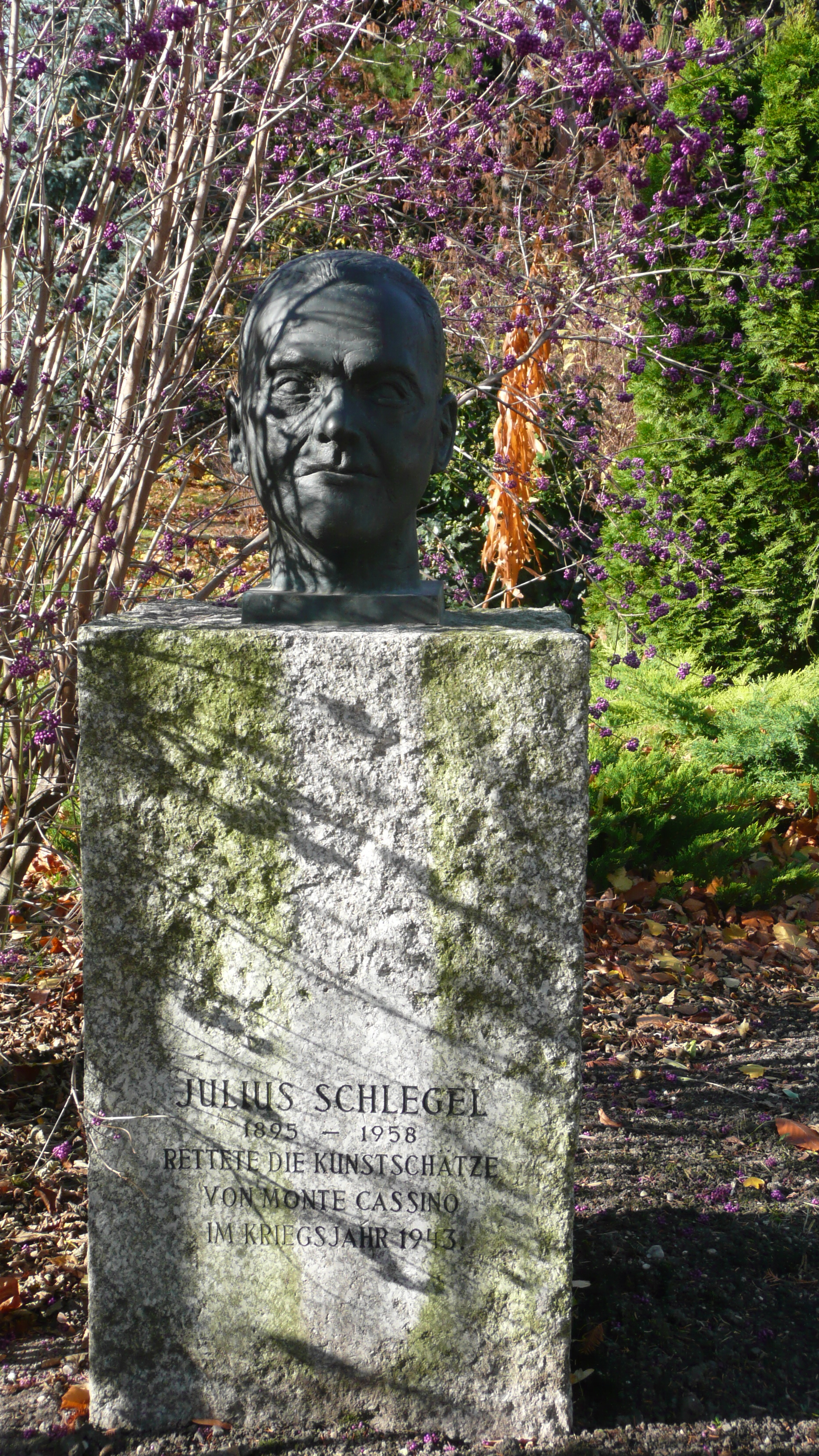
Busto nel Wertheimsteinpark a Vienna

- Targa commemorativa nella sua casa di Vienna
- Monumento nel Wertheimsteinpark
- Lapide nella cripta dell'abbazia degli scozzesi
- La maschera mortuaria, la piastrina, un binocolo e altri effetti personali di Schlegel sono esposti nel Heeresgeschichtlichen Museum (Sala della Republik und Diktatur).
- Nel 1958 il film I diavoli verdi di Montecassino l'attore Ewald Balser ha interpretato il ruolo di Schlegel.
- una strada a Stammersdorf